# Episodi di Un fiocco per sognare, un fiocco per cambiare

La protagonista, Himi

Questa è la lista degli episodi di Un fiocco per sognare, un fiocco per cambiare, serie televisiva anime tratta dal manga Hime-chan no ribbon di Megumi Mizusawa.
L'anime, prodotto dalla Gallop, è composto da 61 episodi, andati in onda su TV Tokyo dal 2 ottobre 1992 al 3 dicembre 1993. È stato successivamente raccolto in LD, in VHS e in DVD.
La regia è stata affidata a Hajime Tsuji, sulla composizione della serie ha lavorato Takashi Yamada, i disegni sono ad opera di Hajime Watanabe e la direzione artistica è di Shichirō Kobayashi, mentre le musiche sono state composte da Kenji Kawai.
L'anime presenta parecchie differenze rispetto al manga al quale si ispira, con elementi majokko e sitcom molto più accentuati rispetto all'opera cartacea che invece è prevalentemente uno shōjo romantico. 
Gli episodi 45-46, 51-52 e 56-57 sono solamente un riassunto degli avvenimenti trascorsi.
In Italia è stato acquistato da Mediaset ed è stato trasmesso su Canale 5 dal luglio al settembre 1996 all'interno del contenitore Bim Bum Bam; venne poi riproposto su Italia 1 nel 2008. Nell'adattamento italiano sono stati rimossi gli episodi 56 e 57.

## Lista episodi
| Nº | Titolo italiano Giapponese 「Kanji」 - Rōmaji - Traduzione letterale | In onda           | In onda           |
| Nº | Titolo italiano Giapponese 「Kanji」 - Rōmaji - Traduzione letterale | Giapponese        | Italiano          |
| 1  | Il fiocco magico 「魔法使いになっちゃった」 - Mahōtsukai ni natchatta – "Sono diventata una maga" | 2 ottobre 1992    | 8 luglio 1996     |
| 1  | Himi è una ragazzina tredicenne al primo anno di scuole medie; impulsiva e piena di energia, è nota per essere un maschiaccio, appassionata di sport e litigiosa; segretamente disprezza il proprio carattere ed ha un forte complesso nei confronti della bella e femminile sorella maggiore Annie. È innamorata di Hermes, studente del terzo anno con il quale frequenta il corso di recitazione e al quale vorrebbe regalare un amuleto, ma non trova il coraggio per farlo e perde il regalo, quando nei pressi di una villa abbandonata incontra Dai-Dai, un coetaneo di Himi molto popolare tra le ragazze della scuola: nel dialogo tra i due Dai-Dai scambia Himi per un maschio e la protagonista gli rifila un calcio in faccia. La sera Himi riceve la visita di Erika, una sua sosia proveniente dal Regno della Magia: Erika deve passare un test per diventare principessa ovvero far collaudare un fiocco magico per un anno e così lo affida ad Himi; il fiocco magico permette a chi lo possiede di trasformarsi in qualsiasi altra persona e Himi lo testa subito trasformandosi nell'invidiata sorella Annie; contemporaneamente prende vita Pokotà, un leone peluche che Himi possiede dalla nascita. |                   |                   |
| 2  | Tristezza passeggera 「ショック！先輩の告白」 - Shokku! Senpai no kokuhaku – "Shock! La confessione del senpai" | 9 ottobre 1992    | 9 luglio 1996     |
| 2  | Himi abusa subito dei poteri del fiocco trasformandosi nel preside della scuola per evitare una lavata di capo da parte del professore, ma dimentica la formula magica per tornare con l'aspetto originale e a salvarla interviene Pokotà, il quale le rivela che la trasformazione dura massimo un'ora, dopodiché diventa irreversibile. È il giorno del compleanno di Hermes e Himi decide di acquistare un nuovo amuleto e di recapitarlo all'amato per conto suo ma nel corpo di Annie, ma una volta incontrato Hermes, credendo di aver a che fare con la vera Annie, si dichiara innamorato di lei: Himi scappa e la sera si deprime pensando che il suo carattere da maschiaccio non piace ai ragazzi. |                   |                   |
| 3  | Trasformazione pericolosa 「あこがれの先輩に変身」 - Akogare no senpai ni henshin – "Trasformati nel senpai stimato" | 16 ottobre 1992   | 10 luglio 1996    |
| 3  | Himi cerca di risolvere l'intricata situazione di Annie ed Hermes, e per fare questo escogita un piano nel quale coinvolge anche Dai-Dai, in debito nei confronti della protagonista, al quale viene chiesto di fare delle avances ad Annie: Himi assume le sembianze di Hermes per fermare Dai-Dai e dichiararsi ad Annie, ma il piano sfuma a causa di Emi, sorella minore di Hermes che interviene in quel momento; oltretutto Dai-Dai nota la presenza di due Hermes. Himi viene trascinata da Emi a casa di Hermes e grazie ad un'ulteriore trasformazione riesce a fuggire. |                   |                   |
| 4  | Rimandiamo lo spettacolo 「姫ちゃん校長になる！」 - Hime-chan kōchō ni naru! – "Hime-chan diventa il preside!" | 23 ottobre 1992   | 11 luglio 1996    |
| 4  | Himi viene a sapere dalle sue migliori amiche Monica e Isabel che girano pettegolezzi riguardo ad una possibile relazione tra lei e Dai-Dai. Hermes ha il ruolo di protagonista in una recita scolastica ma durante i preparativi si sloga una caviglia: Himi cerca subito di rimediare trasformandosi nel preside e imponendo di rimandare lo show di una settimana, ma successivamente a mente fredda decide di fare un passo indietro e di chiedere direttamente al vero preside il posticipo dell'evento, con quest'ultimo che accetta. Himi invita all'evento la sorella Annie la quale al termine dello spettacolo incontra Hermes e i due si fidanzano; una depressa Himi si rifugia nella soffitta della scuola, ma finisce per scappare in compagnia di Dai-Dai, inseguiti dal professore, e nello scavalcare la recinzione strappa il fiocco magico. |                   |                   |
| 5  | Solo pettegolezzi 「ぶっとび少女ひかる登場」 - Buttobi shōjo Hikaru tōjō – "L'energica ragazza, appare Hikaru" | 30 ottobre 1992   | 12 luglio 1996    |
| 5  | Himi ricuce il fiocco, ma questo smette di funzionare, con Pokotà che torna ad essere un inerte peluche; Erika le fa sapere che si aggiusterà da solo in una settimana. A scuola ormai tutti sono convinti che Himi e Dai-Dai escono assieme, e così la protagonista si ritrova ad affrontare l'arrogante ed altezzosa Ilaria e le sue tirapiedi Isa e Ada, componenti del Dai-Dai Fan Club: Dai-Dai stesso viene coinvolto per negare i pettegolezzi, ma gioca un brutto scherzo a Himi confermando che esce con lei, al che Ilaria si dichiara nemica di Himi; con il fiocco apparentemente riparato, Himi si trasforma in Dai-Dai e fa sapere a Ilaria che i gossip sono infondati, ma successivamente non riesce a tornare con l'aspetto originale. |                   |                   |
| 6  | Dai-Dai incontra Dai-Dai 「バッタリ！大地と大地」 - Battari! Daichi to Daichi – "Inaspettato! Daichi e Daichi" | 6 novembre 1992   | 13 luglio 1996    |
| 6  | Intrappolata nel corpo di Dai-Dai, Himi lascia la scuola e cerca rifugio in città. Dai-Dai viene a sapere dell'appuntamento con Ilaria e dell'assenza da scuola di Himi: capendo che i suoi sospetti sono fondati, lascia anche lui la scuola e in tarda serata incappa proprio nel suo doppelgänger che riesce a fuggire. Il fiocco torna a funzionare correttamente e Himi riacquista il suo aspetto originale e fa ritorno a casa, dove la madre la rimprovera severamente. |                   |                   |
| 7  | Il segreto è in pericolo 「秘密がバレちゃう？！」 - Himitsu ga barechau?! – "Il segreto è scoperto?!" | 13 novembre 1992  | 15 luglio 1996    |
| 7  | Il giorno dopo durante l'ora di ginnastica Himi accusa un malore e sviene; chiusa nella sua camera da letto con la febbre, viene a farle visita Dai-Dai che inizialmente maltratta Pokotà lanciandolo in aria, e poco prima di congedarsi chiede a Himi il motivo per il quale aveva preso le sembianze di Dai-Dai, lasciando di stucco la protagonista e Pokotà; Erika viene a sapere dal servitore reale Len che nel caso qualcuno scoprisse i poteri del fiocco sarebbe necessario cancellare la memoria di tale oggetto da tutti i terrestri. Himi si trasforma nella sorellina minore Yucci e si reca in un parco nei pressi della casa di Dai-Dai per studiarlo e scoprire se ha punti deboli, ma poi in compagnia proprio di Dai-Dai e del suo fratello minore Stefano scopre che il ragazzo sa anche avere un carattere dolce. |                   |                   |
| 8  | Il rapimento 「誘拐犯になぁーれ！」 - Yūkai-han ni naāre! – "Diventa un rapitore!" | 20 novembre 1992  | 16 luglio 1996    |
| 8  | Stefano viene rapito da un estorsore, Himi e Dai-Dai sono sul posto e lo inseguono grazie all'aiuto di un camionista di passaggio; il rapitore si barrica in una casa isolata armato di pistola e chiede una cifra astronomica per il rilascio. Himi e Pokotà escogitano un piano per permettere a Dai-Dai di portare in salvo il fratello ma questo richiede la trasformazione di Himi in Stefano sotto gli occhi di Dai-Dai; grazie ad altre trasformazioni di Himi, Dai-Dai riesce a mettere KO il rapitore e interviene la polizia nella quale lavorano i genitori del ragazzo. Dai-Dai promette a Himi di non rivelare il segreto del fiocco magico a nessuno. |                   |                   |
| 9  | La decisione del re 「ピンチ！記憶が消される」 - Pinchi! Kioku ga kesareru – "Crisi! La memoria viene cancellata" | 27 novembre 1992  | 17 luglio 1996    |
| 9  | Per via del rapimento Himi si ritrova la casa assediata da giornalisti e reporter, e diventa una celebrità anche a scuola dove non si calmano le voci di una possibile relazione tra lei e Dai-Dai. Nel regno della magia si tiene un'udienza durante la quale, a causa del fatto che ora un terrestre è a conoscenza del fiocco magico, il re prende la decisione di cancellare le memorie agli umani nonostante Len lo implori di ignorare l'accaduto, ma una notizia perviene al monarca e questo decide per una deroga a patto che nessun altro scopra i poteri dell'oggetto magico. Dai-Dai invita Himi nel suo nascondiglio segreto ovvero la villa abbandonata dove si sono conosciuti: qui Himi rivela tutto riguardo al fiocco mentre il ragazzo fa sapere che spesso viaggia fuori città per conto suo; Dai-Dai dà ancora sfoggio ad Himi della sua doppia personalità, a volte dolce e premuroso ma spesso monello e insensibile, quando le mostra l'amuleto che Himi voleva regalare a Hermes e che perse nei pressi della villa, e con una brutta battuta sulle delusioni sentimentali di Himi fa arrabbiare sia la ragazza ché Pokotà.                                                                       |                   |                   |
| 10 | Dichiarazione d'amore 「肉まんよりも君が好き！」 - Nikuman yori mo kimi ga suki! – "Mi piaci più dei nikuman!" | 4 dicembre 1992   | 18 luglio 1996    |
| 10 | Nella classe di Himi giunge un nuovo studente, ovvero l'affascinante Simone che diventa subito l'idolo delle ragazze; contemporaneamente succedono una serie di strani eventi dove Simone sembra voler tramare qualcosa, organizzando un appuntamento tra Dai-Dai e Ilaria e dichiarandosi subito innamorato di Himi. Erika lo riconosce in Sei Allei, un ragazzo del Regno della Magia in grado di controllare gli animali, potere che utilizza per scagliare Pokotà contro Dai-Dai. |                   |                   |
| 11 | Il fiocco è in pericolo 「リボンがあぶない！」 - Ribon ga abunai! – "Il fiocco è in pericolo!" | 11 dicembre 1992  | 19 luglio 1996    |
| 11 | Dai-Dai intuisce le intenzioni di Simone e incontra Himi per metterla in guardia, affermando che Simone probabilmente proviene dal Regno della Magia e che la sua dichiarazione d'amore è falsa, ma Himi non la prende bene e i due finiscono per litigare con la protagonista che rifila un ceffone a Dai-Dai. Simone organizza una giornata al luna park con Himi, durante la quale il primo tenta più volte di rubare il fiocco; Himi s'insospettisce e si trasforma in Yucci per pedinare Simone. |                   |                   |
| 12 | Una delusione per Himi 「好きだっていったのに」 - Suki datte itta no ni – "Hai detto che ti piacevo" | 18 dicembre 1992  | 20 luglio 1996    |
| 12 | Nel corpo della sorellina Himi incrocia Dai-Dai che si accorge che si tratta di lei e che sta seguendo Simone. Himi viene ospitata da Simone a casa di quest'ultimo, ma il tempo limite per la trasformazione si sta per esaurire e quindi Himi è costretta a tornare con l'aspetto originale, facendosi scoprire da Simone/Sei Allei il quale rivela di essere il promesso sposo di Erika. Simone immobilizza la protagonista con un incantesimo e le sta per prendere il fiocco, ma irrompe Dai-Dai, il quale viene aggredito da dei cani controllati da Simone, ma nel frattempo Himi spezza l'incantesimo e stende Simone con un calcio volante; Simone ammette di aver agito per vincere una scommessa con suo cugino con in palio una cena al ristorante, e viene richiamato dai genitori tramite l'apparizione del corvo Dani. Himi trova il modo di scusarsi con Dai-Dai, il quale le dona una copia della chiave della villa abbandonata. |                   |                   |
| 13 | L'idolo dei giovani 「ＳＭＡＰがやって来た」 - SMAP ga yattekita – "Gli SMAP sono arrivati" | 25 dicembre 1992  | 22 luglio 1996    |
| 13 | Da quando Hermes ha lasciato per concentrarsi sugli studi il club di recitazione è in profonda crisi con soli quattro membri in vista del concorso scolastico; Himi prova a reclutare Dai-Dai: questi non è interessato, ma consiglia all'amica di invitare dei vip all'evento per ottenere consensi. Al concorso la situazione è disastrosa per il club di recitazione, e così Himi decide di trasformarsi nei vari membri degli SMAP ottenendo un gran successo, ma Ilaria e altre fan della band inseguono Himi nel corpo di uno dei cantanti e un reporter la immortala assieme a Ilaria. |                   |                   |
| 14 | Prigioniera del successo 「ぶっとびひかるの名推理」 - Buttobi Hikaru no meisuiri – "La grande deduzione dell'energica Hikaru" | 8 gennaio 1993    | 23 luglio 1996    |
| 14 | Dai-Dai interviene per aiutare Himi e i due riescono a fuggire da Ilaria, dal reporter e dalle varie fan degli SMAP. Nei giorni successivi il reporter pedina con costanza i due, e Ilaria nota alcune incongruenze come il fatto che il cantante l'aveva chiamata per nome e che indossava un ciondolo a forma di fiocco. Dai-Dai riesce a trovare il modo di allontanare il reporter. |                   |                   |
| 15 | Pokotà va in montagna 「ポコ太 雪山からＳＯＳ」 - Pokota Yukiyama kara SOS – "Pokota: SOS dalle montagne innevate" | 15 gennaio 1993   | 24 luglio 1996    |
| 15 | La scuola organizza una gita in montagna e Himi decide di portare con sé Pokotà; alla gita si unisce Simone che è stato esiliato dal Regno della Magia. Dopo una giornata passata a sciare il gruppo ritorna al rifugio e qui Ilaria scopre Himi con Pokotà che si muove e parla; per risolvere la faccenda Himi rimuove il fiocco, così Pokotà diviene inerte. Ilaria prende con sé Pokotà per investigare e va da sola a sciare fuori pista durante una tormenta di neve, cadendo e perdendo i sensi mentre Pokotà rimedia un lacerazione alla schiena; Himi e Dai-Dai intervengono per salvarli. |                   |                   |
| 16 | Ilaria scopre tutto 「ひかるは何でもお見通し」 - Hikaru wa nanidemo omitōshi – "Hikaru prevede qualsiasi cosa" | 22 gennaio 1993   | 25 luglio 1996    |
| 16 | Himi suo malgrado si ritrova a dover coprire Dai-Dai in quanto impegnato in un viaggio fuori città, ma mentre si trasforma nell'amico Ilaria è nei paraggi e ode la formula magica. Ilaria successivamente nota altre incongruenze causate dalle trasformazioni di Himi, e a indizi raccolti prova a smascherare la rivale imponendogli di trasformarsi dinanzi a lei, ma Ilaria sbaglia la formula magica e Himi riesce a farla franca. |                   |                   |
| 17 | Trasformazione irreversibile 「エッ！変身がもどらない」 - E-! Henshin ga modoranai – "Eh! La trasformazione non ritorna come prima" | 29 gennaio 1993   | 26 luglio 1996    |
| 17 | È il giorno del compleanno di Himi e Ilaria grazie a una coincidenza ricorda la formula magica corretta ed escogita un piano per incastrare Himi, coinvolgendo un reporter; il fotografo è prossimo a scattare una foto che ritrae sia Ilaria sia Himi nel corpo di Ilaria stessa, ma Erika interviene fermando il tempo e salvando Himi. A causa della deformazione spaziotemporale il fiocco ha un malfunzionamento e Himi resta bloccata nel corpo di Ilaria: a quel punto si rifugia nella villa abbandonata di Dai-Dai ed Erika prende il suo posto tagliandosi i capelli. |                   |                   |
| 18 | Amiche per la vita 「君には笑顔がにあってる」 - Kimi ni wa egao ga niatteru – "A te è il sorriso che ti dona" | 5 febbraio 1993   | 27 luglio 1996    |
| 18 | Dai-Dai assieme a Pokotà viene informato della situazione e cerca di consolare Himi; Simone va per corteggiare Himi, ma si accorge che si tratta della sua promessa sposa Erika; Simone stesso viene a sapere dal re che la trasformazione di Himi è irreversibile. Dai-Dai organizza una giornata al luna park assieme a Himi, Erika e Simone; la sera scoppia un temporale ed Erika è prossima a essere investita da un camion, ma Himi interviene per salvarla venendo colpita e muore: a questo punto appare il re del Regno della Magia che resuscita Himi nel suo corpo originale in cambio di una riduzione dell'aspettativa di vita di Erika. |                   |                   |
| 19 | La festa di San Valentino 「チョコレートがいっぱい」 - Chokorēto ga ippai – "Un sacco di cioccolato" | 12 febbraio 1993  | 29 luglio 1996    |
| 19 | È il giorno di San Valentino e tradizione vuole che le ragazze regalino del cioccolato al proprio amato; il professore impone un veto sulla ricorrenza, ma le ragazze della scuola lo ignorano. Himi vorrebbe regalare dei cioccolatini a Dai-Dai, il quale si ritrova braccato dalle numerose ammiratrici, e ne ha l'occasione con il ragazzo propenso ad accettarli, ma Himi non trova il coraggio. Monica vorrebbe regalare del cioccolato a Roberto, capitano della squadra di calcio, e Himi la aiuta con una trasformazione, ma finisce nei guai. La sera Himi riesce a regalare i cioccolatini a Dai-Dai. |                   |                   |
| 20 | La star del cinema 「アイドルはたいへんだぁ」 - Aidoru wa taihen daa – "L'idol è nei guai" | 19 febbraio 1993  | 30 luglio 1996    |
| 20 | Il padre di Himi ottiene il ruolo di regista in un'importante produzione che vede come protagonista la famosa ma difficile idol Deborah; Himi nota che il genitore ha delle difficoltà e decide di intrufolarsi nel set del film per aiutarlo. |                   |                   |
| 21 | Rincorrendo un sogno 「夢に向って走れ！」 - Yume ni mukatte hashire! – "Corri inseguendo i sogni!" | 26 febbraio 1993  | 31 luglio 1996    |
| 21 | Himi e Dai-Dai vengono aggrediti da un cavallo in fuga che si scopre essere Sogno, cavallo di proprietà di Samantha ovvero un'amica di Dai-Dai che si è trasferita dalla campagna per rincorrere il proprio sogno di studiare veterinaria e di partecipare a gare di equitazione. Inizialmente Himi si ingelosisce per la vicinanza tra Dai-Dai e Samantha, ma successivamente diventa sua amica e cerca di aiutarla quando questa viene ricoverata all'ospedale. |                   |                   |
| 22 | Dei simpatici vecchietti 「ＧＯＧＯおばあちゃん」 - GOGO obaa-chan – "GOGO nonna" | 5 marzo 1993      | 1º agosto 1996    |
| 22 | È la prima al cinema per il nuovo film diretto dal padre di Himi con Deborah come protagonista, e Himi invita le amiche Monica e Isabel ad assistere allo spettacolo; Dai-Dai si autoinvita unendosi al gruppo, ma non si presenta al cinema in quanto viene coinvolto dai nonni in una partita di croquet tra anziani. Una stizzita Himi lascia il cinema per cercare e redarguire Dai-Dai, ma alla fine verrà coinvolta nell'attività sportiva dei vecchietti. |                   |                   |
| 23 | Il primo amore 「初恋にさようなら」 - Hatsukoi ni sayounara – "Addio al primo amore" | 12 marzo 1993     | 2 agosto 1996     |
| 23 | Hermes passa l'esame finale per il diploma di terza media e rivela a Himi che la relazione con Annie non sta andando bene. Himi scopre la sorella in compagnia di un altro ragazzo, le fa una scenata e si trasforma in un'altra ragazza per cercare di allontanare lo spasimante; interviene Hermes che caccia il ragazzo ed esige una spiegazione da Annie: quest'ultima aveva letto il diario di Himi e scoperto che la sorella era innamorata di Hermes, e a quel punto non se la sentiva di competere con la protagonista, ma le viene chiarito che Hermes e Himi sono solamente amici e che Himi ha già voltato pagina ed è innamorata di un altro ragazzo. La sera Himi straccia il diario per lasciarsi alle spalle il passato. |                   |                   |
| 24 | Himi nel regno della magia 「魔法の国へようこそ」 - Mahō no kuni he youkoso – "Benvenuti nel regno della magia" | 19 marzo 1993     | 3 agosto 1996     |
| 24 | Erika per il suo compleanno invita Himi nel Regno della Magia; qui la protagonista nota i sosia delle varie persone del mondo terrestre e incontra Simone il quale le fa conoscere il cugino Camillo, sosia di Dai-Dai, ma con un carattere da donnaiolo simile a quello di Simone; Camillo prima corteggia Himi e poi si lancia tra le braccia di Roberta, sosia di Ilaria, ricevendo un calcio da Himi. Pokotà s'invaghisce di Pink, una gattina rosa di peluche, ma a causa di un incantesimo di Camillo i due pupazzi litigano e Pink si caccia nei guai. Prima di lasciare il regno Himi ottiene come doni un astuccio magico, che le consente di sdoppiarsi, e un diario con penna magica per poter comunicare con Erika. |                   |                   |
| 25 | Sei grande, papà! 「それゆけボクの無敵パパ」 - Soreyuke boku no muteki papa – "Vai mio invincibile papà" | 26 marzo 1993     | 5 agosto 1996     |
| 25 | Himi collauda subito l'astuccio magico creando un doppione di sé stessa, ma la copia sebbene condivida gli stessi sentimenti di Himi ha solamente la metà del carattere e dell'intelligenza dell'originale, e quando incrocia Dai-Dai si comporta in modo ammiccante. Stefano, fratello minore di Dai-Dai, viene deriso dai compagni di classe a causa delle bugie che racconta riguardo alla professione di poliziotto del padre, e quindi Dai-Dai e Himi decidono di intervenire. |                   |                   |
| 26 | Una nuova compagna di scuola 「気になる彼女は転校生」 - Kininaru kanojo wa tenkōsei – "La ragazza curiosa è una studentessa trasferitasi" | 2 aprile 1993     | 6 agosto 1996     |
| 26 | Inizia il nuovo anno scolastico con Yucci che va all'asilo e Annie al liceo; Himi è al secondo anno di medie nella sezione C con Dai-Dai, Ilaria e Simone, mentre Monica e Isabel sono nella sezione D. Nella classe di Himi e Dai-Dai arriva Yuka, una nuova compagna di classe che Himi la mattina stessa aveva aiutato a fuggire da dei rapitori; Yuka è una famosa junior idol e attira subito su di sé le attenzioni dell'intero istituto; rivela di essere un'amica d'infanzia di Dai-Dai, al quale fin da subito riserva particolari attenzioni, cosa che mette in apprensione Ilaria e Himi, ma i compagni di classe le rendono noti i pettegolezzi riguardanti una relazione tra Dai-Dai e Himi. Alla riunione del club di teatro Himi viene a sapere che sarà protagonista nella prossima recita nei panni di Peter Pan. |                   |                   |
| 27 | Una vecchia storia 「大地の初恋物語！？」 - Daichi no hatsukoi monogatari!? – "Il racconto del primo amore di Daichi!?" | 9 aprile 1993     | 7 agosto 1996     |
| 27 | Una troupe televisiva si presenta in classe per girare un servizio sull'infanzia di Yuka, la quale li porta dinanzi al condominio doveva abitava da piccola e dove tuttora vive Dai-Dai: qui Yuka coinvolge il ragazzo affermando che erano in una relazione sentimentale all'asilo e chiede a Dai-Dai di baciarla di fronte alle telecamere, ma interviene Stefano il quale spiega che Dai-Dai non può farlo per rispetto nei confronti di Himi. Yuka incontra Himi per chiederle di aiutarla a conquistare Dai-Dai, ma questa si rifiuta, e la giovane star per ritorsione entra nel club di teatro e soffia il ruolo di Peter Pan alla protagonista, e successivamente si fa vedere da Himi appartata con Dai-Dai nel loro nascondiglio nella soffitta della scuola, causando un crollo psicologico a Himi, che finisce per litigare pesantemente con Dai-Dai. |                   |                   |
| 28 | In corsa contro il tempo 「仁義なき姫ちゃん！」 - Jinginaki Hime-chan! – "Hime-chan di giustizia e umanità!" | 16 aprile 1993    | 8 agosto 1996     |
| 28 | A causa dell'eccessivo stress dovuto alla preparazione per recitazione e lavoro Yuka sviene e Dai-Dai la porta a casa di parenti. A scuola Yuka fatica ad inserirsi con i compagni di classe che spesso la escludono, comportamento che Dai-Dai non gradisce. Yuka viene rapita dagli uomini dell'imprenditore/criminale Kiga e Himi e Dai-Dai decidono di intervenire per salvarla: Himi si trasforma in Kiga e riesce a far fuggire Yuka, ma finisce intrappolata, ma riesce a farla franca trasformandosi in Yuka; si scopre che Kiga aveva rapito Yuka perché è un suo grande fan e voleva conoscerla di persona. Himi e Yuka arrivano in tempo alla recita, ma la idol collassa ancora e quindi il ruolo di Peter Pan torna a Himi; Yuka nel letto dell'ospedale rivela a Dai-Dai che ha finto il malore e che si comportò male per gelosia nei confronti di Himi, perché voleva rifarsi nella nuova classe con un'ottima vita sociale e con le attenzioni di Dai-Dai, ma Himi aveva già tutto ciò; alla fine Himi e Yuka diventano ottime amiche. |                   |                   |
| 29 | La promessa 「心をつなぐ遠い約束」 - Kokoro wo tsunagu tōi yakusoku – "Una lontana promessa che connette i cuori" | 23 aprile 1993    | 9 agosto 1996     |
| 29 | Ad un mese dall'inizio dell'anno scolastico Yuka ottiene un ruolo in un film del noto regista Shirozawa, e il giorno del suo compleanno sarà impegnata in un'audizione dopo la quale dovrà trasferirsi in un'altra città. Nel giorno dell'audizione Yuka sparisce e il fatto sembra legato ad una promessa fattale da Dai-Dai durante l'infanzia, promessa che il ragazzo non riesce a ricordare. |                   |                   |
| 30 | Pokotà principe azzurro 「ポコ太！愛のために走れ」 - Pokota! Ai no tame ni hashire – "Pokota! Corri per il bene dell'amore" | 30 aprile 1993    | 10 agosto 1996    |
| 30 | Camillo prepara un elisir d'amore per conquistare Roberta, ma la pozione magica finisce su Pink che si addormenta e ora necessita di un bacio dall'amato Pokotà per risvegliarsi; il corvo Dani viene incaricato di portare Pink da Pokotà ma questi se la lascia sfuggire in volo e Pink finisce tra le mani del proprietario di un negozio di giocattoli. Himi e Pokotà vengono a conoscenza del fatto e cercano di salvare Pink che nel frattempo è stata acquistata dal professore e regalata a una delle sue figlie. |                   |                   |
| 31 | La festa della mamma 「母の日にクッキーを」 - Haha no hi ni kukkī wo – "Biscotti per la festa della mamma" | 7 maggio 1993     | 9 settembre 1996  |
| 31 | È la festa della mamma e Himi assieme alle sorelle Annie e Yucci decidono di preparare ciascuna un regalo differente. Himi opta per cucinare dei biscotti anche per competere con Ilaria, che apparentemente ne ha preparati di mano sua e fatti assaggiare a Dai-Dai che si è complimentato con lei. |                   |                   |
| 32 | La cartomante 「ひかる！大地と衝撃キス」 - Hikaru! Daichi to shōgeki kisu – "Hikaru! Daichi e lo scioccante bacio" | 14 maggio 1993    | 10 settembre 1996 |
| 32 | L'ultima trovata di Ilaria è quella di fare la cartomante e predire il futuro utilizzando un mazzo di carte da Poker. Il fato vuole che le prime predizioni si avverino, e, con i compagni di classe convinti che riesca veramente a predire il futuro, Ilaria affonda il colpo e profetizza che lei e Dai-Dai si baceranno e che Simone bacerà Himi. |                   |                   |
| 33 | Non c'è due senza tre 「お気楽カミルに大迷惑」 - Okiraku Kamiru ni daimeiwaku – "Un grande fastidio per Camille" | 21 maggio 1993    | 11 settembre 1996 |
| 33 | Camillo scende sulla terra per vincere una scommessa fatta con Simone, ovvero uscire con cinque ragazze diverse nell'arco di due giorni; Camillo scambia subito Ilaria per Roberta e corteggia sia lei sia Himi, Annie, Monica e Isabel, con tutti convinti che si tratti di Dai-Dai. Dai-Dai non è al corrente dell'esistenza di Camillo e crede che Himi sia dietro a tutto ciò grazie alle sue trasformazioni. |                   |                   |
| 34 | Insegnare è difficile 「負けるな！半熟先生」 - Makeruna! Hanjuku-sensei – "Non si arrenda! Professor Hanjuku" | 28 maggio 1993    | 12 settembre 1996 |
| 34 | La famiglia di Himi ospita in casa Daniela, un'amica e giovane professoressa tirocinante che da quel giorno sarà insegnante di sostegno nella classe di Himi. L'inizio come insegnante è molto difficile in quanto i ragazzi della classe la molestano per il suo bel aspetto e le ragazze guidate da Ilaria decidono di boicottare le lezioni, mettendo Daniela in gran imbarazzo. |                   |                   |
| 35 | Il cucciolo 「迷犬ポチにご用心！」 - Meiken Pochi ni goyōshin! – "Attenzione al cane randagio Pochi!" | 4 giugno 1993     | 13 settembre 1996 |
| 35 | Himi decide di prendere con sé un cagnolino apparentemente randagio e di portarlo a casa, nonostante la madre sia cinofoba; il nome sul collare è illeggibile se non per la seconda metà dove si legge "CHI", e quindi Himi decide di ribattezzarlo Pochi. Si scoprirà che si tratta del cane di Ilaria e che il suo nome è Daichi, ovvero il nome di battesimo di Dai-Dai. |                   |                   |
| 36 | Il sogno di Hermes 「支倉先輩！青春の旅立ち」 - Hasekura-senpai! Seishun no tabidachi – "Senpai Hasekura! La partenza della gioventù" | 11 giugno 1993    | 14 settembre 1996 |
| 36 | A casa Annie appare depressa e Monica è al corrente di un pettegolezzo che vedrebbe Hermes in una relazione con una ragazza straniera: Himi va in fondo alla faccenda e scopre che si tratta dell'insegnante di inglese di Hermes e che Annie è triste perché Hermes vuole coronare il proprio sogno di studiare negli Stati Uniti per diversi mesi. |                   |                   |
| 37 | La casa dei fantasmi 「隠れ家がなくなる日⋯」 - Kakurega ga nakunaru hi... – "Il giorno in cui il nascondiglio scompare..." | 18 giugno 1993    | 16 settembre 1996 |
| 37 | La villa abbandonata che Himi e Dai-Dai utilizzano come nascondiglio sta per essere abbattuta da un'impresa di demolizioni guidata dal fratello del professore; Himi e Dai-Dai fanno di tutto per poter impedire la distruzione del prezioso luogo a loro molto caro, ed escogitano una messa in scena per far sembrare la villa infestata dai fantasmi. |                   |                   |
| 38 | Spiritelli dispettosi 「いたずら妖精 大騒動！」 - Itazura yōsei ōsōdō! – "Spiriti birichini: grande rivolta!" | 25 giugno 1993    | 17 settembre 1996 |
| 38 | Nel Regno della Magia Camillo per errore libera i due folletti gemelli Massi e Ossi, piccoli esseri volanti dotati di enormi poteri e invisibili agli umani, i quali si recano subito sulla Terra. La coppia di folletti mette subito a soqquadro la scuola di Himi e fanno diventare Ilaria una calciatrice fuoriclasse; la regina del Regno della Magia affida a Himi il compito di recuperare i dispettosi esseri e attribuisce agli oggetti della protagonista nuovi poteri. |                   |                   |
| 39 | La trappola 「ホットケーキは甘い罠」 - Hottokēki wa amai wana – "Gli hotcake sono una dolce trappola" | 2 luglio 1993     | 18 settembre 1996 |
| 39 | Camillo arriva sulla Terra per dare man forte a Himi nel tentativo di catturare i folletti, e propone di preparare una trappola utilizzando un'essenza della quale i piccoli esseri sono molto golosi. Il primo tentativo con degli okonomiyaki fallisce, così i protagonisti ritentano al provino di calcio di Ilaria. Una volta catturati i folletti Himi viene premiata con nuovi poteri: tramite l'astuccio magico può ora manipolare il tempo, mentre la penna magica è in grado di volare e può essere utilizzata da Pokotà come mezzo aereo. |                   |                   |
| 40 | Amiche per la pelle 「ハチャメチャ友情大作戦」 - Hachamecha yūjō daisakusen – "La grande operazione d'amicizia confusa" | 9 luglio 1993     | 19 settembre 1996 |
| 40 | Himi organizza un pigiama party a casa sua con le inseparabili amiche Monica e Isabel, durante il quale parlano di ragazzi e si giurano amicizia eterna. Nei giorni successivi il trio suo malgrado si deve confrontare con la filosofia di Ilaria, che pone l'amore verso il ragazzo come sentimento dominante sopra l'amicizia, e Himi in particolare si vede dinanzi a un bivio tra i due sentimenti. |                   |                   |
| 41 | Piccoli amici 「小さな恋人たち」 - Chīsana koibito-tachi – "Piccoli amanti" | 16 luglio 1993    | 20 settembre 1996 |
| 41 | Ad un evento presso un teatro di figura per studenti dell'asilo Stefano riconosce Yucci, ma quest'ultima non si ricorda di lui, in quanto l'unica volta durante la quale si sono visti non si trattava di Yucci, ma bensì di Himi trasformata nella sorella; Himi capisce l'equivoco e organizza una giornata al parco assieme a Dai-Dai per far conoscere i due fratelli minori. |                   |                   |
| 42 | L'UFO 「キャンプでＵＦＯ！」 - Kyanpu de UFO! – "UFO in campeggio!" | 23 luglio 1993    | 21 settembre 1996 |
| 42 | Isabel e altri ragazzi affermano di aver avvistato un UFO, e a tal proposito Dai-Dai organizza un campeggio notturno nei boschi assieme a Tetsu e invita Himi, Monica e Isabel a partecipare, con Simone e il professore che si uniscono al gruppo. Nella notte la comitiva nota una luce rossa che fluttua in aria e cercano di catturarla; nel frattempo Monica e Tetsu si conoscono meglio e sembra esserci del tenero tra i due. |                   |                   |
| 43 | Brivido al luna park 「プールでドッキリ！」 - Pūru de dokkiri! – "Sorprendente in piscina!" | 30 luglio 1993    | 23 settembre 1996 |
| 43 | Himi, Monica, Isabel e Dai-Dai partecipano a una lotteria e vincono dei biglietti per il parco acquatico, e al gruppo si unisce anche Simone; Himi avrebbe già un impegno quel giorno con il padre e Yucci presso il luna park, e così decide di mandare la copia di sé stessa con i parenti. Il problema è che i due parchi divertimenti sono adiacenti, e qualcuno potrebbe notare sia Himi sia la sua copia. |                   |                   |
| 44 | Vacanze a sorpresa 「ひかるの懲りない夏休み」 - Hikaru no korinai natsuyasumi – "Le vacanze estive senza freni di Hikaru" | 6 agosto 1993     | 24 settembre 1996 |
| 44 | È tempo di vacanze estive e il professore con la sua famiglia invita Himi, Monica, Isabel, Dai-Dai e Simone a trascorrere delle giornate con loro presso la loro casa di campagna; al gruppo si unisce Ilaria di forza. Vengono organizzate attività di gruppo, durante le quali Ilaria pianifica subdoli stratagemmi per appartarsi in compagnia di Dai-Dai. |                   |                   |
| 45 | Primi ricordi d'amore 「初恋メモワール」 - Hatsukoi memowāru – "Memorie dei primi amori" | 25 settembre 1996 | 28 agosto 1996    |
| 45 | Hermes è prossimo a partire per andare a studiare negli Stati Uniti; Himi ripercorre la storia del suo primo amore per Hermes con un riassunto dei primi tre episodi della serie. |                   |                   |
| 46 | Addio, primo amore 「支倉先輩⋯ さようなら」 - Hasekura-senpai… sayounara – "Senpai Hasekura… addio" | 20 agosto 1993    | 26 settembre 1996 |
| 46 | È il giorno prima della partenza di Hermes per gli Stati Uniti, e Himi ricorda tutti i rimanenti avvenimenti che hanno coinvolto lei e il fu amato Hermes con una sintesi degli episodi 4 e 23. Annie e Hermes si salutano all'aeroporto prima della partenza. |                   |                   |
| 47 | In vacanza senza Dai-Dai 「大地のいない夏休み」 - Daichi no inai natsuyasumi – "Vacanze estive senza Daichi" | 27 agosto 1993    | 27 settembre 1996 |
| 47 | È agosto e Himi è a casa da sola, e tutte le sue amiche e Dai-Dai non sono raggiungibili, così si reca presso la villa-nascondiglio dove trova il berretto di Dai-Dai e per provarlo si trasforma in Dai-Dai stesso. Nel corpo di Dai-Dai incrocia un amico di quest'ultimo assieme alla fidanzata Marzia: sembra che Dai-Dai e il ragazzo si erano promessi di incontrarsi un giorno con le rispettive ragazze; i due amici sembrano avere una crisi di coppia e per salvare la loro relazione Himi arriverà a fingere che Dai-Dai è fidanzato con lei. |                   |                   |
| 48 | La mamma è in pericolo 「狙われたおかあさん」 - Nerawareta okaa-san – "La mamma presa di mira" | 3 settembre 1993  | 28 settembre 1996 |
| 48 | Himi e famiglia sono ad un ricevimento dove verrà premiata la madre Amina per il suo ultimo romanzo, ma all'evento strani episodi si avverano che mettono in pericolo Amina, e questi sembrano ispirati agli avvenimenti del suo libro; dei ladri irrompono in casa e alcuni killer sono sulle tracce di Raja Omar, un arabo del Golfo scappato da un colpo di Stato nel suo paese. L'ispettore di polizia e padre di Dai-Dai è incaricato del caso, ed Erika decide di aiutare Himi, donandole il Cuore Magico del Mistero, ovvero un oggetto magico che permette alla protagonista di cambiare dimensioni. Himi con l'aiuto di Dai-Dai scappa da un rapimento, ma alla fine il sequestratore prende con sé Yucci. |                   |                   |
| 49 | Un ammiratore molto speciale 「ハートタクトで大あばれ」 - Hāto Takuto de ō abare – "Grande successo con l'Heart Tact" | 10 settembre 1993 | 30 settembre 1996 |
| 49 | Il rapitore di Yucci altri non è che un fan di Amina il quale vuole che il romanzo venga concluso al più presto; il suo obbiettivo è un floppy disk contenente alcuni capitoli del romanzo, e la vicenda si incrocia con quella di Raja Omar che è braccato da dei gangster anch'egli perché possiede un dischetto di interesse politico. |                   |                   |
| 50 | Grande errore della piccola Himi 「スモール姫ちゃん大失敗」 - Sumōru Hime-chan dai shippai – "Il grande errore della piccola Hime-chan" | 17 settembre 1993 | 1º ottobre 1996   |
| 50 | La notte prima di un evento teatrale nel quale Himi dovrà esibirsi come marionettista, la protagonista ha un incubo: da rimpicciolita viene maltrattata da Ilaria. Poco prima dell'inizio dell'opera Himi rompe la marionetta e decide di sostituirsi all'oggetto inanimato rimpicciolendosi e lasciando il compito di marionettista alla sua copia; lo spettacolo va benissimo, ma al termine dello stesso Himi resta di dimensioni lillipuziane e si trova nei guai, necessitando dell'aiuto di Pokotà e Dai-Dai per cavarsela. |                   |                   |
| 51 | La promessa del fiocco (prima parte) 「リボンの約束」 - Ribon no yakusoku – "La promessa del fiocco" | 24 settembre 1993 | 2 ottobre 1996    |
| 51 | L'anno di collaudo del fiocco magico è quasi terminato e Himi e Pokotà ricordano le vicende legate a Erika e al fiocco avvenute negli episodi 1, 2, 17 e 18. Erika comunica che il periodo di valutazione del fiocco è iniziato, e questo mette tristezza a Himi e Pokotà. |                   |                   |
| 52 | La promessa del fiocco (seconda parte) 「ポコ太とお別れ？」 - Pokota to owakare? – "Separazione con Pokota?" | 1º ottobre 1993   | 3 ottobre 1996    |
| 52 | La decisione riguardo al fiocco magico verrà presa il giorno successivo nel Regno Magico; la notte Himi e Pokotà ricordano degli avvenimenti relativi agli episodi 15 e 24. Erika porta Himi nel Regno della Magia per assistere all'esito della valutazione: il re decide di prorogare la durata del collaudo di altri sei mesi. |                   |                   |
| 53 | Un Romeo moderno 「ラブストーリーはつらいョ」 - Rabu sutōrī wa tsurai yo – "Una storia d'amore è faticosa" | 8 ottobre 1993    | 4 ottobre 1996    |
| 53 | Al club di teatro Himi propone di mettere in scena un'opera originale scritta dai membri del club stesso, e questi sono entusiasti dell'idea ma lasciano la sceneggiatura interamente nelle mani di Himi. La protagonista inizialmente si ispira a Romeo e Giulietta con un finale triste, ma poi pedina Dai-Dai per cercare di capire la psicologia dei ragazzi e cambia idea sulla sceneggiatura, ispirandosi a lei e Dai-Dai per i due protagonisti e aggiungendo un lieto fine. |                   |                   |
| 54 | L'intossicazione 「愛美の剣道一直線」 - Manami no kendō itchokusen – "La linea di kendō di Manami" | 15 ottobre 1993   | 5 ottobre 1996    |
| 54 | Monica con il club di cucina prepara un pranzo ai ragazzi del club di kendo, ma viene poi a sapere che tutti gli schermitori hanno subito un'intossicazione alimentare, ad eccezione di Tetsu, che non era presente al pranzo; al team di kendo servono cinque membri per partecipare ad un'amichevole, e con i sensi di colpa addosso Monica decide di entrare nel team di kendo assieme a Himi, Isabel e Dai-Dai, nonostante Himi lo stesso giorno sia impegnata in una recita. |                   |                   |
| 55 | Un incontro a sorpresa 「姫子のドタバタ恋愛講座」 - Himeko no dotabata ren'ai kōza – "Il disastroso corso d'amore di Himeko" | 22 ottobre 1993   | 7 ottobre 1996    |
| 55 | Monica rivela alle amiche che ha preso una cotta per Tetsu, il migliore amico di Dai-Dai e membro della squadra di kendo. La timidezza di Monica è un grande ostacolo tra lei e Tetsu, e allora Himi decide di aiutarla, prima chiedendo supporto a Dai-Dai e poi cercando di organizzare un incontro a sorpresa tra i due. |                   |                   |
| 56 | 「思い出プレイバック」 - Omoide pureibakku – "Riproduzione di ricordi" | 29 ottobre 1993   | non trasmesso     |
| 56 | Himi è nella villa abbandonata di Dai-Dai e pensa a come la relazione tra Monica e Tetsu si stia evolvendo velocemente nonostante si conoscano da poco, e fa un parallelismo con il rapporto tra lei e Dai-Dai: parte quindi un'analessi che raccoglie gli episodi chiave di come Himi e Dai-Dai si sono conosciuti e sentimentalmente avvicinati con il tempo. Himi per gioco lancia in aria la chiave della villa, ma questa cade in un buco nel pavimento, e quindi la protagonista si vede costretta a rimpicciolirsi per recuperare il prezioso regalo di Dai-Dai. |                   |                   |
| 57 | 「ちょっとだけ恋の予感」 - Chotto dake koi no yokan – "Una premonizione di solo un poco d'amore" | 5 novembre 1993   | non trasmesso     |
| 57 | Nonostante la presenza di un ragno nel buco, Himi riesce a recuperare la chiave e a tornare in superficie. Ripartono i flashback dei momenti di difficoltà affrontati da lei in compagnia di Dai-Dai, come quando rimase intrappolata nel corpo di Ilaria o quando si trovò in competizione con Yuka. Himi conclude che, anche se Dai-Dai non è ancora ufficialmente il suo ragazzo, rimane una persona importantissima per lei. |                   |                   |
| 58 | Viaggio nel futuro 「私を未来に連れてって」 - Watashi wo mirai ni tsuretette – "Portami nel futuro" | 12 novembre 1993  | 8 ottobre 1996    |
| 58 | Al termine delle lezioni Himi, Monica e Isabel tornano a casa assieme, ma Monica incrocia Tetsu e decide di tornare con lui: Himi e Isabel affermano che Monica avrà sicuramente un futuro roseo, e si interrogano a vicenda su cosa il proprio futuro possa riservare; Himi appare confusa e anche riguardo a tale argomento riesce a pensare solamente a Dai-Dai. Simone annuncia che dovrà tornare nel Regno della Magia e fa recapitare a Himi una sveglia magica in grado di far viaggiare la protagonista nel futuro: Himi decide di andare tre anni nel futuro. Una volta arrivata Himi nota Yucci come studentessa delle elementari; poi si reca presso il liceo che desidera frequentare e vede Monica e Isabel assieme, e successivamente incrocia Ilaria che inizia ad inseguirla. Himi la semina e si intrufola nella sua stanza dove nota un appuntamento su un foglio: recandosi all'appuntamento incontra sé stessa e Dai-Dai di tre anni più vecchi, con la Himi del futuro molto bella e femminile e con la divisa del liceo preferito, e sembra che lei e Dai-Dai stiano bene assieme, ma non vogliono rivelare nulla del futuro a Himi.                                                                 |                   |                   |
| 59 | Il tempo degli addii 「さよならがいっぱい」 - Sayonara ga ippai – "Un sacco di addii" | 19 novembre 1993  | 9 ottobre 1996    |
| 59 | Simone annuncia il suo addio in classe. Himi viene a sapere che Yucci e Stefano sono scappati di casa, e quindi va con Dai-Dai per cercarli; una volta trovati, Yucci afferma che erano fuggiti per una notizia data dal padre di Stefano, nuova che Stefano e Dai-Dai non vogliono far sapere a Himi. Himi s'intrufola nella centrale della polizia e viene a sapere che Dai-Dai e famiglia si trasferiranno in un'altra città; contemporaneamente Erika passa il test per diventare regina e quindi a breve verranno revocati gli oggetti magici di Himi, che quindi in poco tempo potrebbe perdere Erika, Pokotà e Dai-Dai. Irritata per la codardia di Dai-Dai, Himi lo confronta e gli rifila uno schiaffo. |                   |                   |
| 60 | La partenza 「大地が大好き」 - Daichi ga daisuki – "Daichi mi piaci" | 26 novembre 1993  | 10 ottobre 1996   |
| 60 | È l'ultimo giorno in classe per Dai-Dai prima della sua partenza e sia lui sia Himi vengono spronati rispettivamente da Tetsu e Pokotà nel dichiarare vicendevolmente i propri sentimenti; Himi ci prova nel pomeriggio, ma non trova il momento opportuno. Il giorno dopo Himi va a trovare Dai-Dai prima della sua partenza con la famiglia, ma ancora una volta trova il coraggio di dichiararsi al ragazzo solamente quando questi era già in auto. Tutto va comunque per il meglio in quanto Erika dà la buona nuova che il re ha deciso di lasciare a Himi il fiocco per poter continuare a comunicare con Pokotà ed Erika; inoltre Dai-Dai decide di non cambiare scuola, in quanto nonostante viva a due ore di mezzi pubblici dall'istituto può raggiungerlo in 40 minuti di bicicletta. La vita di Himi prosegue quindi senza intoppi, sicura che prima o poi riuscirà a dichiararsi a Dai-Dai. |                   |                   |
| 61 | Ballo con sorpresa 「魔法の国は大騒動」 - Mahō no kuni wa ōsōdō – "Il regno della magia in grande clamore" | 3 dicembre 1993   | 11 ottobre 1996   |
| 61 | Erika invita Himi e Dai-Dai ad un gran ricevimento presso il Regno della Magia per la sua incoronazione come regina; Simone va a prenderli su una carrozza volante, ma Ilaria è nei paraggi e sale di nascosto. Il gala si apre con un ballo, dove Erika danzerà con Dai-Dai, e successivamente si passa al rito della preghiera, dove vengono sacrificati degli oggetti magici per poter esaudire dei desideri: qui Ilaria ruba uno degli oggetti, lo sacrifica alla fontana ed esprime il desiderio di sposare Dai-Dai al più presto. L'incantesimo ha effetto e iniziano i preparativi per il matrimonio tra Ilaria e Dai-Dai; Himi cerca disperatamente di annullare il tutto e ottiene la benevolenza del nonno di Erika che riporta Himi, Dai-Dai e Ilaria sulla Terra con Ilaria priva di ogni ricordo. Tornati nella palestra della scuola, Himi e Dai-Dai danzeranno come se fossero ancora al gala. |                   |                   |